# Spahije
Spahije (tur.: sipahi; iz perz. sepah: „vojska”) su bili teška oklopna feudalna konjica Osmanskog Carstva, vrhunske kvalitete prema mjerilima onog doba. Ti profesionalni vojnici ratovali su za Osmansko carstvo od Tunisa do Čaldirana, i od izvora Nila do Mađarske. Oni su bili u timarskom sustavu. To je originalni turski “izum”, timar, što znači “nadarbina”. Spahije su dobivale komad zemlje u osvojenim krajevima i tako osiguravali nazočnost Porte u svim krajevima carstva ujednačeno. Pri tom nisu postajali vlasnici zemlje, nisu je mogli ostaviti u nasljedstvo niti prenijeti na drugog. Dokle god dobro ratuje, do tad je u posjedu zemlje. Zato je njihova motiviranost bila vrlo visoka, a učinci impresivni. Prema urednim dokumentima iz toga doba zabilježeno je da je tursko carstvo imalo početkom 16. st. oko 90 000 spahija konjanika. Ukupna efektiva pokrajinske vojske u to doba bila je oko 200 000 ljudi. Naravno, u onim krajevima koji su bili krizna žarišta vojske je bilo više za razliku od unutrašnjosti gdje je ta pokrajinska vojska obavljala svakodnevne vojne zadatke (uključujući održavanje reda i mira). U slučaju velikih ratnih operacija ili frontalnih bitaka ova vojska mogla se sazvati u vrlo kratkom roku na jedno mjesto. 
Na području Balkana naziv zapovjednika spahija je bio alajbeg.